# 浅瀬石城
浅瀬石城（あせいしじょう）は、青森県黒石市大字浅瀬石字龍ノ口および大字浅瀬石字山辺にあった日本の城（平山城）。別名汗石城。

## 概要
城は北へ突き出た舌状台地の先端にある。行政が周知する埋蔵文化財包蔵地としては、青森県No.204031「高賀野（2）遺跡」と青森県No.204032「浅瀬石遺跡」の範囲内にあたる。城跡は、現在リンゴ園となっており、堀跡は、農園内の作道となっている。近くには、浅瀬石川が流れている。城の構造は東方・北方に浅瀬石川が流れているが、西方・南方の城下があった高賀野方面は平地である為、田舎館・大光寺方面との連携が必要である。

## 歴史
仁治元年（1240年）、千徳氏の祖である一戸行重が築城したとされるが、その根拠とされる『黒石星田家文書』の千徳系図は不審な点が多く、詳細は不明である。
戦国時代、城主の千徳政氏が南部氏を裏切って津軽為信と同盟を結んだ。すると、南部信直は激怒して東政勝を攻手として天正13年（1585年）4月、3000の軍勢で浅瀬石城を攻撃してきたものの撃退した（宇杭野の合戦）。しかし、この合戦で為信が援軍を出さなかった事により後の不和の原因となったといわれている。
慶長2年（1597年）2月、千徳政康の代に津軽氏との同盟が破綻し、寝返った重臣・木村越後らが本丸を急襲、敵将森岡金吾などの津軽軍2500人の攻撃を受け、2000の城兵は奮戦したが落城、政康は自害したため、廃城となった。

## 構成
城は本丸・二ノ丸・侍屋敷・町屋敷・代官館・御堂館で構成されていた。
1.本丸
東西約170メートル・南北約180メートル。比高約30メートル。東・南に堀、北は沢となっている。
2.二ノ丸
本丸の東。東西約60メートル×南北約80メートル。南・西を掘があり、北は沢となっている。
3.侍屋敷・町屋敷
本丸・二ノ丸の南。東西約200メートル×南北約80メートル。浅瀬石城の城下である。往時は家中侍屋敷530軒余、市街地1230軒余、近在の家200軒余の城下であった。
4.代官館・御堂館
本丸などがある丘陵と沢を隔てた北にある。代官館は文安元年（1444年）頃に築かれた。二つとも本丸と離れているため、監視用の砦のような役割をしていたと思われる。

## 支城
- 石名坂館（石名坂氏）
- 中野不動館（築地氏）

その他多数

## アクセス
東北自動車道黒石ICから徒歩2分、または、弘南鉄道弘南線黒石駅からバス「高賀野経由尾上線」高賀野下車、徒歩10分。